# 奇異國際LM500燃氣渦輪發動機
奇異國際LM500燃氣渦輪發動機，是奇異航空生產的工業和船用燃氣渦輪發動機，衍生自TF34渦輪扇發動機。目前版本的LM500可提供6,130匹軸馬力（4,570千瓦特），在ISO標準下，热效率为32%。

## 使用

### 海軍
日本
- 出雲級直升機護衛艦(作為發電機使用)
- 隼級飛彈快艇

 大韓民國
- 尹永夏級飛彈艇
- PKM-R巡邏艇

### 民用
- 噴射飛航Foilcat

## 外部連結
- GE LM500 website（页面存档备份，存于）